# Parastenasellus chappuisi
Parastenasellus chappuisi là một loài chân đều trong họ Stenasellidae. Loài này được Remy miêu tả khoa học năm 1938.